# Гетероконгеры
Гетероконгеры (лат. Heteroconger) — род морских лучепёрыхрыб семейства конгеровых.

## Описание
Тело тонкое и очень удлинённое. В спинном и анальном плавниках все лучи нечленистые, грудные плавники отсутствуют или рудиментарные, нижняя челюсть выдаётся вперёд. Представители данного рода живут большими колониями. Обычно зависают вертикально над своими норками хвостом вниз, выставляя наружу только голову и верхнюю часть тела. При опасности полностью уходят в свои норки. Общий вид колонии напоминает сад, за что они получили своё английское название «garden eels». Питаются зоопланктоном. В поисках пищи основную роль играет зрение, поэтому гетероконгеры активны в дневное время.

## Распространение
Большая часть видов обитает в Индо-Тихоокеанской области, несколько видов распространены в Атлантическом океане и восточной части Тихого океана.

## Размножение
В нерестовый сезон особи перемещают свои норки ближе друг к другу. После выбора самки самец защищает её, отгоняя других самцов. После совокупления самка вымётывает оплодотворённую икру. Икра и личинки пелагические. При определённом размере молодь оседает на дно и переходит к жизни в норках.

## Классификация
В состав рода включают 21 вид
- Heteroconger balteatus Castle & J. E. Randall, 1999
- Heteroconger camelopardalis (Lubbock, 1980)
- Heteroconger canabus (G. I. McT. Cowan & Rosenblatt, 1974)
- Heteroconger chapmani (Herre, 1923)
- Heteroconger cobra J. E. Böhlke & J. E. Randall, 1981
- Heteroconger congroides (D'Ancona, 1928)
- Heteroconger digueti (Pellegrin, 1923)
- Heteroconger enigmaticus Castle & J. E. Randall, 1999
- Heteroconger hassi (Klausewitz & Eibl-Eibesfeldt, 1959)
- Heteroconger klausewitzi (Eibl-Eibesfeldt & Köster, 1983)
- Heteroconger lentiginosus J. E. Böhlke & J. E. Randall, 1981
- Heteroconger longissimus Günther, 1870
- Heteroconger luteolus D. G. Smith, 1989
- Heteroconger mercyae G. R. Allen & Erdmann, 2009
- Heteroconger obscurus  (Klausewitz & Eibl-Eibesfeldt, 1959)
- Heteroconger pellegrini Castle, 1999
- Heteroconger perissodon J. E. Böhlke & J. E. Randall, 1981
- Heteroconger polyzona Bleeker, 1868
- Heteroconger taylori Castle & J. E. Randall, 1995
- Heteroconger tomberua Castle & J. E. Randall, 1999
- Heteroconger tricia Castle & J. E. Randall, 1999